# レナ川
レナ川（ロシア語: Лена, Lena, サハ語: Өлүөнэ, Ölüöne）は、ロシア連邦シベリア東部のイルクーツク州とサハ共和国を流れる川である。世界で10番目に長い川で、流域面積の広さは世界9位である。流域は北半球でも有数の低温の極寒地域であり、大規模な都市が少なく貴重な自然が残っている。

## 地理
バイカル湖の西20km、中央シベリア高原の南部に位置するバイカル山脈の標高1,640mに源を発し北東に流れ、途中でキレンガ川、ヴィティム川を合わせ中流へ入り東へ流れる。レナ川の谷間は広大な氾濫原になっておりオリョークマ川を合わせて北へ向きを変える。ヤクーツクからは平野に入り、アルダン川を合わせたところで下流となり、ベルホヤンスク山脈に沿うように北西へ向きを変え、左岸の大支流であるヴィリュイ川を合わせ、徐々に北に向きを変えて河口部に面積10,800km2の三角州を形成し北極海のラプテフ海に注いでいる。レナ川三角州で海に入る分流は大きく7つあるが、最も大きく重要なのは一番東側のバイコフ川である。デルタの付け根の東側に開けたティクシ湾にはティクシの港がある。
レナ川流域はじめ東シベリアでは、最終氷期の時期でも空気の乾燥により氷河が形成されなかったと見られ、海沿いには氷河由来のフィヨルドがなく、大きな川は三角江ではなく三角州を形成している。レナ川三角州は7つの分流があり、幅は400kmに達する。分流の幅は1kmから3kmであり、一番大きく重要な分流はバイコフ川で川幅は3kmである。1年のうち9月末から5月初めまでの7ヶ月は凍結しツンドラ状態になるが、その後は凍土も融解して一面の湿地帯へと変貌、夏の間は多くの野生生物の舞台となる。レナ川水系の全域も10月初旬から5月ごろまでは凍結する。ヴィティム川とオリョークマ川では砂金が採れ、デルタの地底からはマンモスとその牙が見つかる。

## 歴史

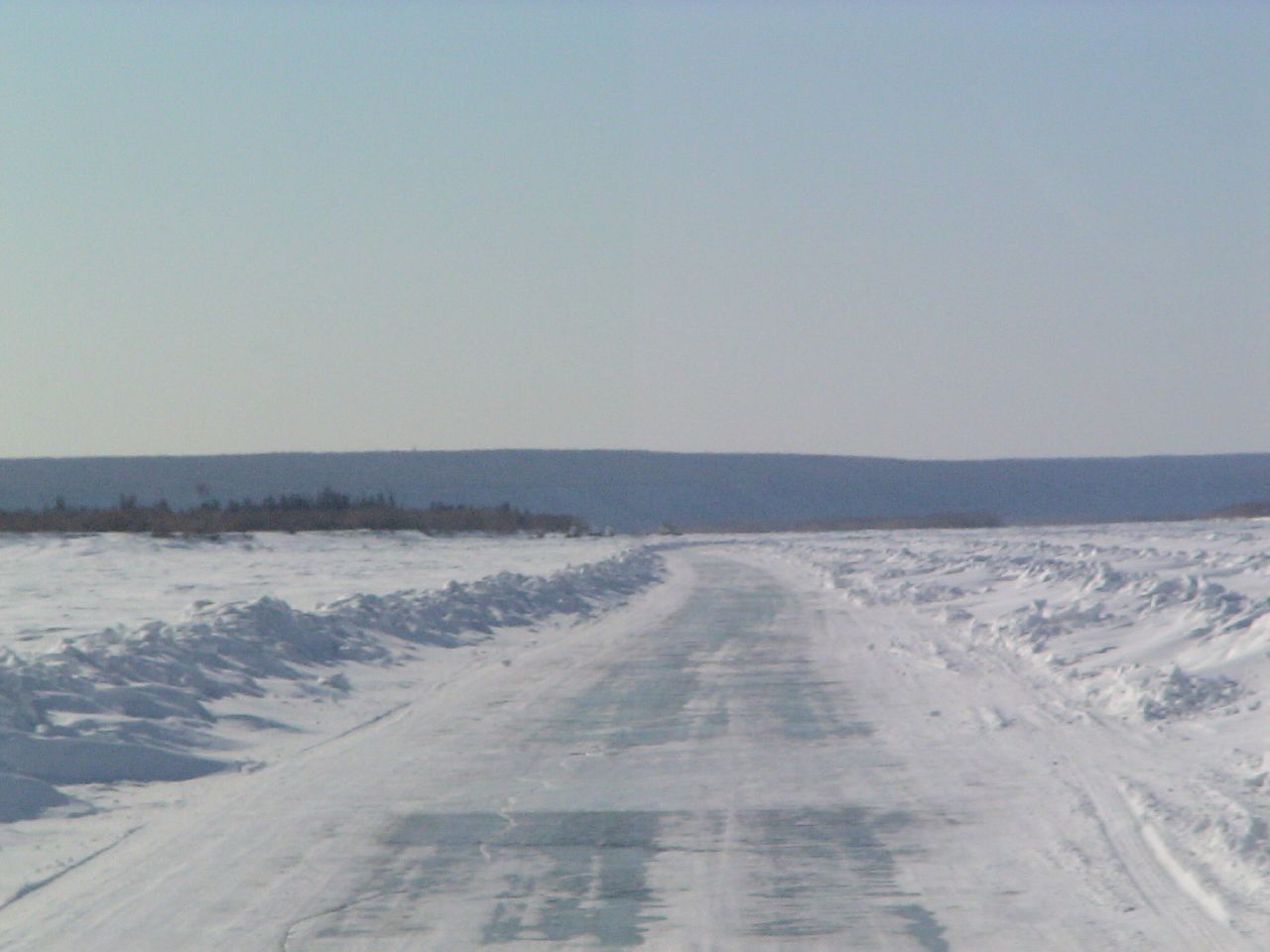
冬のレナ川では、凍結した川面が道路になる

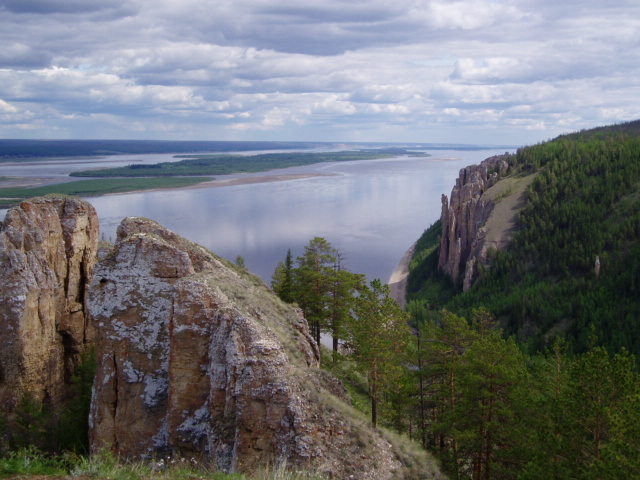
レナ川。レナ石柱自然公園の付近

多くの研究者は、「レナ」という名の由来はエヴェンキ人がレナ川を呼んだ名である「エリュ＝エン」（Elyu-Ene、大きな川）から取られたものとみている。レナ川を取り囲む山地や高原はエヴェンキが、川沿いの平野にはヤクート人が多く住んでいた。
レナ川水系はバイカル湖付近からオホーツク海付近までの範囲を多くの支流に分かれて流れており、その本流は東西方向に長く流れているため、シベリア横断の水路の一部として、ロシア軍の探検家やロシア人毛皮交易商人らによるシベリア横断の旅に使われてきた。レナ川の存在は17世紀にロシア人の知るところとなり、1632年にはコサックにより現在のヤクーツクの位置に砦が作られるなど徐々にロシア人の浸透が進んだ。
18世紀からは多くの探検家や毛皮商人が、毛皮の枯渇し始めた西シベリアから東シベリアに進出した。ピョートル1世の時代にはとりわけ多くの先駆的探検がなされた。1720年からはダニエル・メッサーシュミット（Daniel Gottlieb Messerschmidt）が東シベリアへ探検し、途中スウェーデン軍人でシベリアで囚われていたフィリップ・フォン・ストラーレンベリ（ストラレンベルク）と合流してレナ川までを旅し、2人はそれぞれ動植物や民族の記録や旅行記を残した。
1725年からはヴィトゥス・ベーリング率いる探検隊がピョートル1世の命令でカムチャツカまで旅したが、彼はレナ川とその支流アルダン川を通ってジュグジュル山脈を越えオホーツク海にいたった。
19世紀には北極圏をヨーロッパからアジアへ進む最短距離航路（北極海航路）の発見の期待があり、北極海沿岸の探検（en:Great Northern Expedition）が進んだ。エドゥアルド・トーリ（Baron Eduard Von Toll）はロシア科学アカデミーの依頼で1885年にレナ川デルタとその東のノヴォシビルスク諸島の探検をおこなった。彼らはレナ川が分流して北極海へ出るデルタ地帯の河口群を調査し、1886年春にはノヴォシビルスク諸島とその東のヤナ川流域も調査した。19世紀初頭には砂金や金鉱（レナ金鉱）が発見され、ゴールドラッシュの様相を呈した。1853年にはレナ金産業会社（Ленского золотопромышленного товарищества、略称: Лензолото レンゾロト）が設立され、レナ川沿いにはヤクーツクほか多くの都市や鉱山町が建設された。ロシアの金生産の4分の1を占めるレンゾロトは20世紀初頭にはイギリス資本を受け入れ買収された（Lena Gold Mining Joint Stock Company、略称: Lenzoloto）。
20世紀のソビエト連邦におけるヨシフ・スターリン体制では大勢の国民がレナ川流域の強制労働収容所（グラグ）へ送り込まれ金鉱や森林などで働かされた。
社会主義指導者であるウラジーミル・レーニンの『レーニン』は、『レナ川の人』を意味するペンネームであると考えられている。1912年4月にレナ川中流のレンゾロト所有の金鉱で、極めて劣悪な待遇の改善を求めてストライキを起こした労働者多数をロシア帝国軍が虐殺するという「レナ虐殺事件」が起こり、ロシア全土でデモが起きた。レーニンの名はこれがきっかけとする意見もあるが、ペンネームの使用はこの虐殺事件より前である。別の説では、社会主義指導者の先人でレーニンと対立したゲオルギー・プレハーノフの使っていた多数の偽名の中にヴォルガ川にちなんだヴォルギンという名があったが、レーニンはヴォルガより勢いの強いレナ川にちなんで使われたというものもある。しかしレーニンという名を使い始めた頃はプレハーノフとの対立は起こっていないのでこれも疑わしい。

## 支流

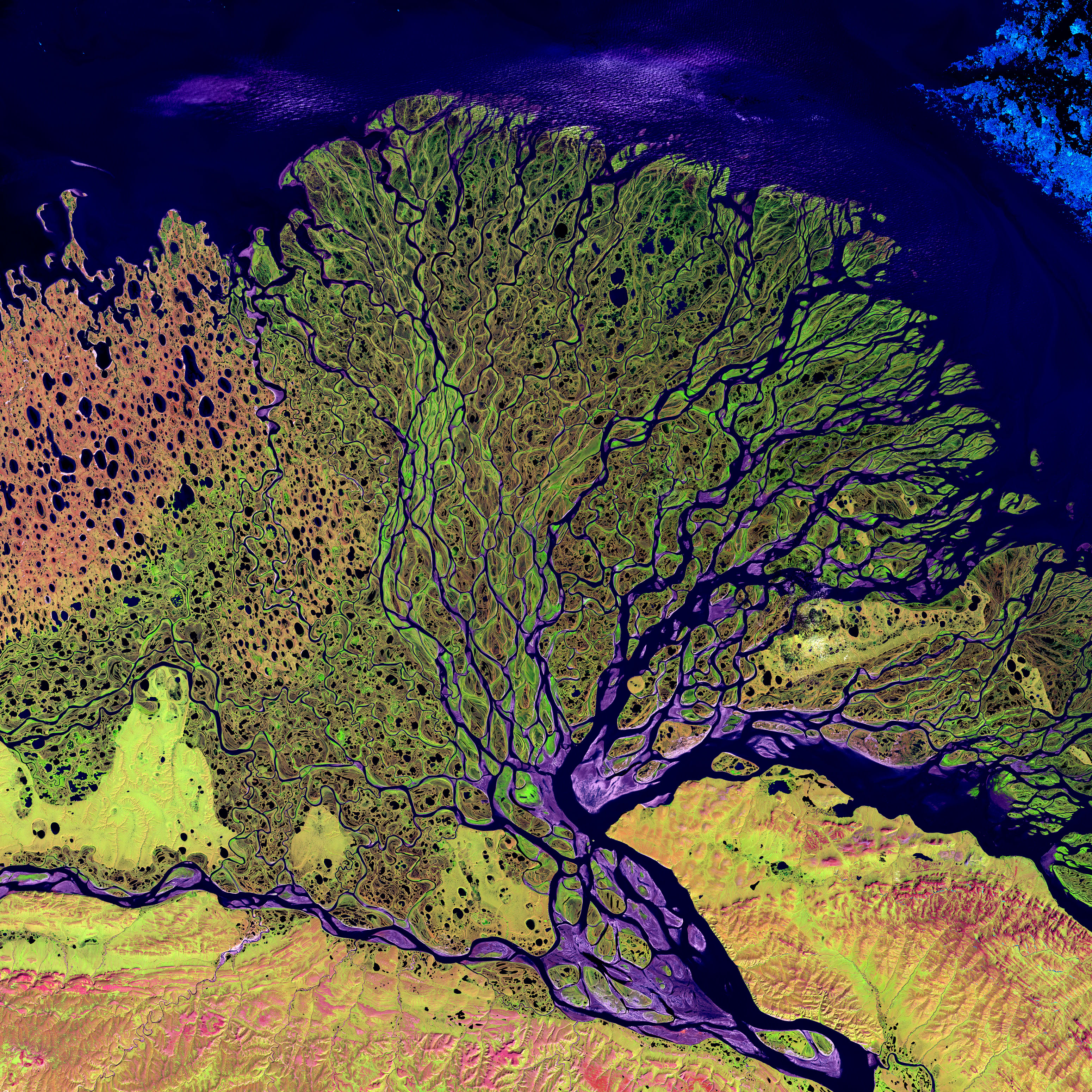
ラプテフ海に形成されたレナ川デルタの衛星写真

下流より記載。「※」は右岸支流。
- ムナ川
- ヴィリュイ川
  - チュング川
- アルダン川※
  - アムガ川
  - マヤ川※
  - ウチュル川※
- オリョークマ川※
- ニュヤ川
- ヴィティム川※
- チャヤ川※
- キレンガ川※